# كارينا بيرغ
كارينا بيرغ (بالسويدية: Carina Berg)‏ هي مقدمة برامج إذاعية ومقدمة تلفزيونية سويدية، ولدت في 1 نوفمبر 1977 في أوسترخير ‏ في السويد.

## وصلات خارجية
- كارينا بيرغ على موقع IMDb (الإنجليزية)
- كارينا بيرغ على موقع ميوزك برينز (الإنجليزية)
- كارينا بيرغ على موقع قاعدة بيانات الفيلم (الإنجليزية)